# Mokrousovo
Mokrousovo (in russo Мокроусово?) è un villaggio della Russia situato nell'oblast' di Kurgan. È il centro amministrativo del rajon Mokrousovskij.
Si trova circa 100 km a nord-est di Kurgan.